# Gerrit de Vries (Radsportler)

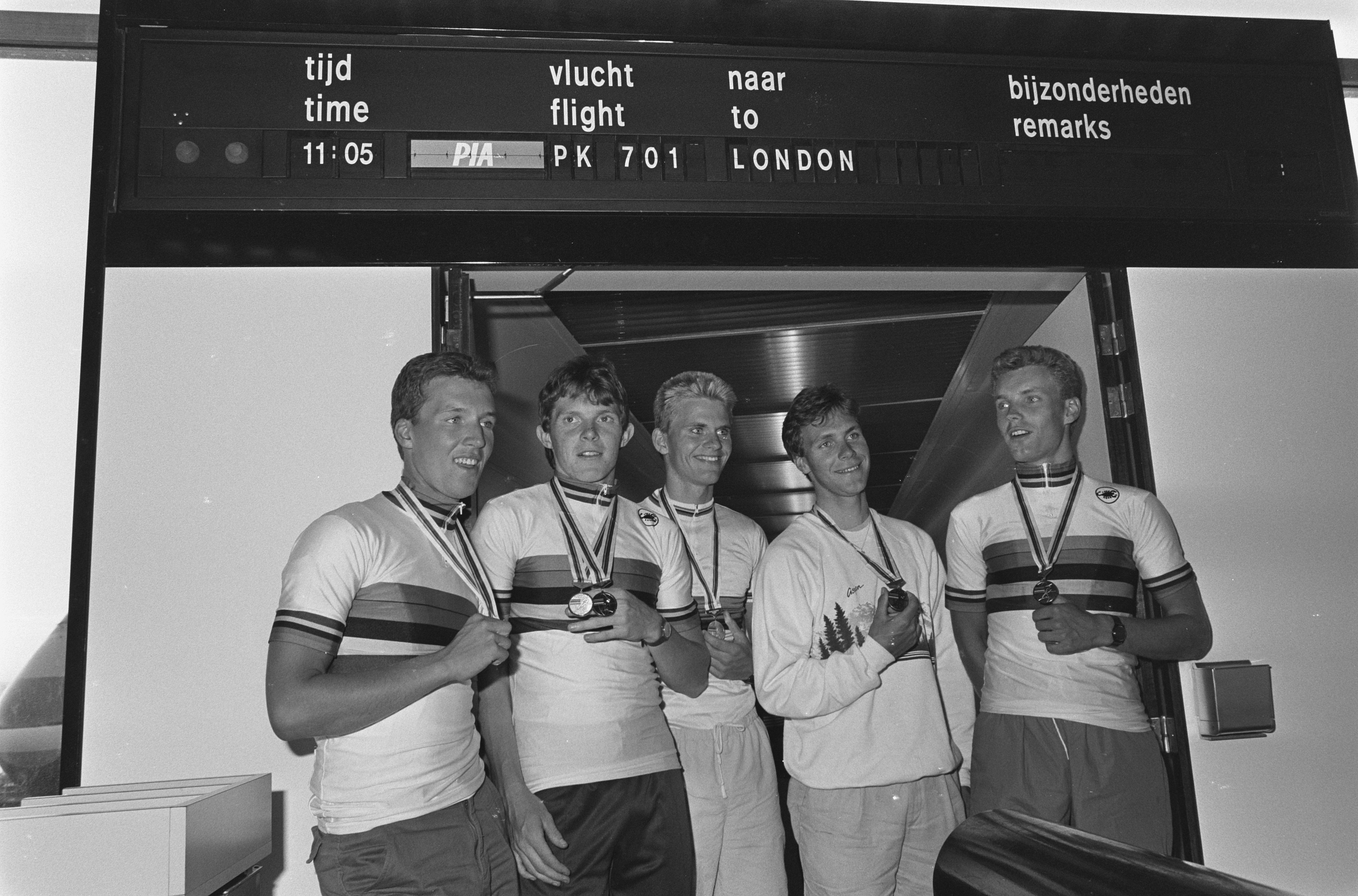
Von links nach rechts:Tom Cordes, John Talen, Gerrit de Vries, Arjan Jagt und Rob Harmeling

Gerrit de Vries (* 13. Mai 1967 in Oldeberkoop, Provinz Friesland) ist ein ehemaliger niederländischer Radrennfahrer und Weltmeister im Radsport.

## Sportliche Laufbahn
Bei den UCI-Junioren-Weltmeisterschaften 1984 und 1985 gewann er im Mannschaftszeitfahren mit dem niederländischen Team Bronze. 1985 konnte er eine Etappe der Polen-Rundfahrt für sich entscheiden. Ein Jahr später gewann er bei den UCI-Straßen-Weltmeisterschaften im Mannschaftszeitfahren die Goldmedaille. 
Den Grand Prix Faber in Luxemburg konnte er 1987 gewinnen. Ebenfalls 1987 startete er bei der Internationalen Friedensfahrt und wurde im Endklassement 22., ein Jahr später war er erneut dabei, schied jedoch aus. 1988 startete bei den Olympischen Sommerspielen in Seoul und belegte er im Mannschaftszeitfahren mit dem Team der Niederlande den elften Platz. Im folgenden Jahr wurde er Berufsfahrer im Team Superconfex, in dem auch Rolf Gölz fuhr. Bei der Tour de France war de Vries siebenmal am Start, sein bestes Ergebnis war der 34. Platz im Jahr 1991. Als Profi gewann er einige Rennen, vorwiegend Kriterien. 1997 beendete er seine Laufbahn im Team Polti.